# ECW World Tag Team Championship

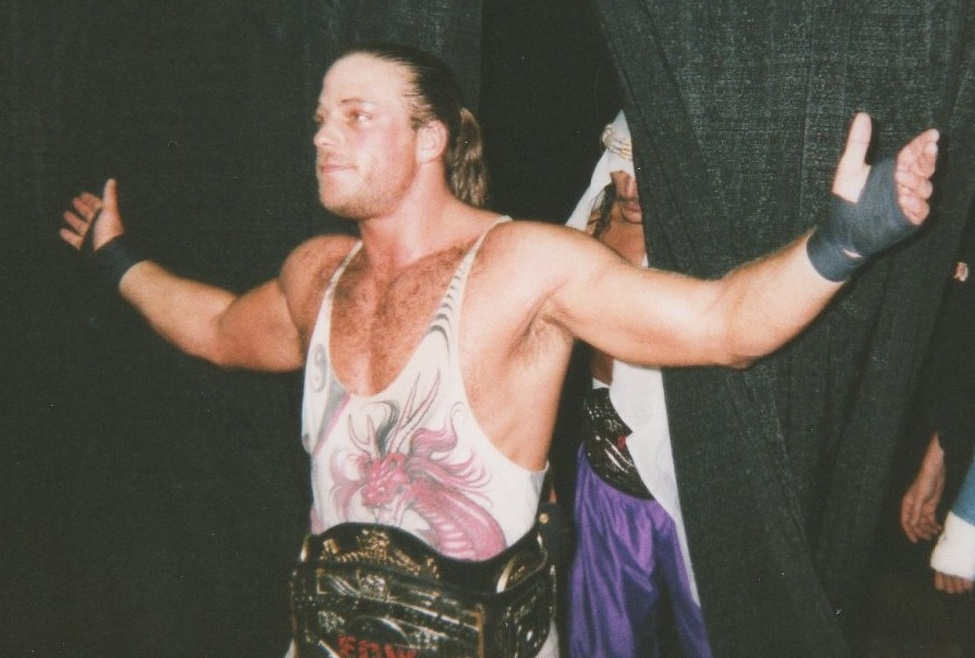
Rob Van Dam in ECW.

El ECW World Tag Team Championship fue un campeonato de lucha libre profesional perteneciente a la promoción Extreme Championship Wrestling (ECW). El título fue creado en 1992 y retirado en 2001, debido al quiebre de la empresa.
Dicho título tuvo como primeros campeones a The Super Destroyers (A.J. Petrucci y Doug Stahl), y como últimos campeones a Danny Doring y a Roadkill.

## Lista de campeones
| Luchadores:                                                    | Reinados juntos: | Derrotaron a:                                                                         | Fecha:                   | Show o Evento:          |
| -------------------------------------------------------------- | ---------------- | ------------------------------------------------------------------------------------- | ------------------------ | ----------------------- |
| The Super Destroyers (A.J. Petrucci (1) y Doug Stahl (1))      | 1                | Max Thrasher y Glenn Osbourne                                                         | 23 de junio de 1992      | N/A                     |
| Larry Winters (1) y Tony Stetson (1)                           | 1                | The Super Destroyers                                                                  | 2 de abril de 1993       | N/A                     |
| The Suicide Blondes (Johnny Hot Body (1) y Chris Candido (1))  | 1                | Larry Winters y Tony Stetson                                                          | 3 de abril de 1993       | N/A                     |
| The Super Destroyers (A.J. Petrucci (2) y Doug Stahl (2))      | 2                | The Suicide Blondes                                                                   | 15 de mayo de 1993       | N/A                     |
| The Suicide Blondes (Johnny Hot Body (2) y Chris Michaels (1)) | 1                | The Super Destroyers                                                                  | 15 de mayo de 1993       | N/A                     |
| Vacante                                                        | N/A              | Debido a que Candido, que aún seguía en el trío, abandonó la ECW para irse a la SMW   | julio de 1993            | N/A                     |
| Eddie Gilbert (1) y Dark Patriot (1)                           | 1                | The Super Destroyers, en las finales de un torneo                                     | 8 de agosto de 1993      | N/A                     |
| Johnny Hot Body (3) y Tony Stetson (2)                         | 1                | Debido a que Gilbert y Dark Patriot abandonaron la ECW                                | 1 de octubre de 1993     | NWA Bloodfest           |
| Tommy Dreamer (1) y Johnny Gunn (1)                            | 1                | Johnny Hot Body y Tony Stetson                                                        | 13 de noviembre de 1993  | November to Remember    |
| Kevin Sullivan (1) y Tazmaniac (1)                             | 1                | Tommy Dreamer y Shane Douglas                                                         | 4 de diciembre de 1993   | N/A                     |
| Vacante                                                        | N/A              | Debido a que un enfrentamiento frente a los Bruise Brothers finalizó en no-presentado | 4 de febrero de 1994     | N/A                     |
| Kevin Sullivan (2) y Tazmaniac (2)                             | 2                | The Bruise Brothers                                                                   | 5 de marzo de 1994       | N/A                     |
| The Public Enemy (Johnny Grunge (1) y Rocco Rock (1))          | 1                | Kevin Sullivan y Tazmaniac                                                            | 6 de marzo de 1994       | N/A                     |
| Cactus Jack (1) y Mikey Whipwreck (1)                          | 1                | The Public Enemy                                                                      | 27 de agosto de 1994     | N/A                     |
| The Public Enemy (Johnny Grunge (2) y Rocco Rock (2))          | 2                | Cactus Jack y Mikey Whipwreck                                                         | 5 de noviembre de 1994   | November to Remember    |
| Sabu (1) y Tazmaniac (3)                                       | 1                | The Public Enemy                                                                      | 4 de febrero de 1995     | N/A                     |
| Chris Benoit (1) y Dean Malenko (1)                            | 1                | Sabu y Tazmaniac                                                                      | 25 de febrero de 1995    | N/A                     |
| The Public Enemy (Johnny Grunge (3) y Rocco Rock (3))          | 3                | Chris Benoit y Dean Malenko                                                           | 8 de abril de 1995       | N/A                     |
| Raven (1) y Stevie Richards (1)                                | 1                | The Public Enemy                                                                      | 30 de junio de 1995      | N/A                     |
| The Pitbulls (#1 (1) y #2 (1))                                 | 1                | Raven y Stevie Richards                                                               | 16 de septiembre de 1995 | N/A                     |
| Raven (2) y Stevie Richards (2)                                | 2                | The Pitbulls                                                                          | 7 de octubre de 1995     | N/A                     |
| The Public Enemy (Johnny Grunge (4) y Rocco Rock (4))          | 4                | Raven y Stevie Richards y The Gangstas                                                | 7 de octubre de 1995     | N/A                     |
| 2 Cold Scorpio (1) y The Sandman (1)                           | 1                | Rocco Rock                                                                            | 28 de octubre de 1995    | N/A                     |
| Cactus Jack (2) y Mikey Whipwreck (2)                          | 2                | 2 Cold Scorpio [2]                                                                    | 29 de diciembre de 1995  | N/A                     |
| The Eliminators (Kronus (1) y Saturn (1))                      | 1                | Cactus Jack y Mikey Whipwreck                                                         | 3 de febrero de 1996     | N/A                     |
| The Gangstas (New Jack (1) y Mustapha Saed (1))                | 1                | The Eliminators                                                                       | 3 de agosto de 1996      | N/A                     |
| The Eliminators (Kronus (2) y Saturn (2))                      | 2                | The Gangstas                                                                          | 20 de diciembre de 1996  | N/A                     |
| The Dudley Boyz (Bubba Ray (1) y D-Von (1))                    | 1                | The Eliminators                                                                       | 15 de marzo de 1997      | House Show              |
| The Eliminators (Kronus (3) y Saturn (3))                      | 3                | The Dudley Boyz                                                                       | 13 de abril de 1997      | Barely Legal            |
| The Dudley Boyz (Bubba Ray (2) y D-Von (2))                    | 2                | Kronus, en un handicap match                                                          | 20 de junio de 1997      | N/A                     |
| The Gangstas (New Jack (2) y Mustapha Saed (2))                | 2                | The Dudley Boyz                                                                       | 19 de julio de 1997      | Heat Wave               |
| The Dudley Boyz (Bubba Ray (3) y D-Von (3))                    | 3                | Debido a que Saed abandonó la ECW                                                     | 17 de agosto de 1997     | Hardcore Heaven         |
| New Jack (3) y Kronus (4)                                      | 1                | The Dudley Boyz                                                                       | 20 de septiembre de 1997 | As Good as it Gets      |
| Full Blooded Italians (Little Guido (1) y Tracy Smothers (1))  | 1                | New Jack y Kronus                                                                     | 18 de octubre de 1997    | N/A                     |
| Doug Furnas (1) y Phil LaFon (1)                               | 1                | Full Blooded Italians                                                                 | 5 de diciembre de 1997   | N/A                     |
| Chris Candido (2) y Lance Storm (1)                            | 1                | Doug Furnas y Phil LaFon y Balls Mahoney y Axl Rotten                                 | 6 de diciembre de 1997   | Better Than Ever        |
| Rob Van Dam (1) y Sabu (2)                                     | 1                | Chris Candido y Lance Storm                                                           | 27 de junio de 1998      | N/A                     |
| The Dudley Boyz (Bubba Ray (4) y D-Von (4))                    | 4                | Rob Van Dam y Sabu                                                                    | 24 de octubre de 1998    | N/A                     |
| Masato Tanaka (1) y Balls Mahoney (1)                          | 1                | The Dudley Boyz                                                                       | 1 de noviembre de 1998   | November to Remember    |
| The Dudley Boyz (Bubba Ray (5) y D-Von (5))                    | 5                | Masato Tanaka y Balls Mahoney                                                         | 6 de noviembre de 1998   | N/A                     |
| Rob Van Dam (2) y Sabu (3)                                     | 2                | The Dudley Boyz                                                                       | 13 de diciembre de 1998  | N/A                     |
| The Dudley Boyz (Bubba Ray (6) y D-Von (6))                    | 6                | Rob Van Dam                                                                           | 17 de abril de 1999      | N/A                     |
| Balls Mahoney (2) y Spike Dudley (1)                           | 1                | The Dudley Boyz                                                                       | 18 de julio de 1999      | Heat Wave               |
| The Dudley Boyz (Bubba Ray (7) y D-Von (7))                    | 7                | Balls Mahoney y Spike Dudley                                                          | 13 de agosto de 1999     | N/A                     |
| Balls Mahoney (3) y Spike Dudley (2)                           | 2                | The Dudley Boyz                                                                       | 14 de agosto de 1999     | ECW on TNN              |
| The Dudley Boyz (Bubba Ray (8) y D-Von (8))                    | 8                | Balls Mahoney y Spike Dudley                                                          | 26 de agosto de 1999     | ECW on TNN              |
| Raven (3) y Tommy Dreamer (2)                                  | 1                | The Dudley Boyz                                                                       | 26 de agosto de 1999     | ECW on TNN              |
| The Impact Players (Lance Storm (2) y Justin Credible (1))     | 1                | Raven y Tommy Dreamer                                                                 | 9 de enero de 2000       | Guilty as Charged       |
| Tommy Dreamer (3) y Masato Tanaka (2)                          | 1                | The Impact Players                                                                    | 26 de febrero de 2000    | ECW on TNN              |
| Raven (4) y Mike Awesome (1)                                   | 1                | Tommy Dreamer y Masato Tanaka                                                         | 4 de marzo de 2000       | N/A                     |
| The Impact Players (Lance Storm (3) y Justin Credible (2))     | 2                | Raven y Mike Awesome                                                                  | 12 de marzo de 2000      | Living Dangerously      |
| Vacante                                                        | N/A              | Debido a que Credible se convirtió en Campeón Peso Pesado de la ECW                   | 22 de abril de 2000      | Cyberslam               |
| Tajiri (1) y Mikey Whipwreck (3)                               | 1                | Tommy Dreamer y Jerry Lynn y Simon Diamond y Johnny Swinger                           | 25 de agosto de 2000     | ECW on TNN              |
| Full Blooded Italians (Little Guido (2) y Tony Mamaluke (1))   | 1                | Tajiri y Mikey Whipwreck                                                              | 26 de agosto de 2000     | ECW on TNN              |
| Danny Doring (1) y Roadkill (1)                                | 1                | Fulled Blooded Italians                                                               | 3 de diciembre de 2000   | Massacre on 34th Street |
| Desactivado                                                    | N/A              | Debido al quiebre de la empresa                                                       | 11 de abril de 2001      | N/A                     |

1. ↑  Shane Douglas suplió en este combate a Johnny Gunn.
2. ↑  2 Cold Scorpio derrotó a Rocco Rock por sus títulos de Campeón de Televisión de ECW y Campeón en Parejas de la ECW. El mismo caso ocurre con Mikey Whipwreck, que derrotó a 2 Cold Scorpio ganando también el Campeonato de Televisión de ECW y el Campeonato por Parejas de la ECW.
3. ↑  D-Von derrotó a RVD en un combate por los títulos.

## Reinados más largos
| Luchador                    | Días | Fecha en que ganó      | Fecha en que perdió     | Notas                             |
| --------------------------- | ---- | ---------------------- | ----------------------- | --------------------------------- |
| A.J. Petrucci y Doug Stahl  | 283  | 23 de junio de 1992    | 2 de abril de 1993      | Primeros campeones de la historia |
| Chris Candido y Lance Storm | 203  | 6 de diciembre de 1997 | 27 de junio de 1998     | Su primer reinado                 |
| Perry Saturn y John Kronus  | 182  | 3 de febrero de 1996   | 3 de agosto de 1996     | Su primero reinado                |
| Johnny Grunge y Rocco Rock  | 174  | 6 de marzo de 1994     | 27 de agosto de 1994    | Su segundo reinado                |
| Mustapha Saed & New Jack    | 139  | 3 de agosto de 1996    | 20 de diciembre de 1996 | Su primer reinado                 |

## Mayor cantidad de reinados

### En parejas
- 8 veces: The Dudley Boyz (D-Von y Bubba Ray).
- 4 veces: The Public Enemy (Johnny Grunge y Rocco Rock).
- 3 veces: The Eliminators (Kronus y Saturn).

### Individualmente
- 8 veces: D-Von Dudley y Bubba Ray Dudley.
- 4 veces: Johnny Grunge, Rocco Rock, Kronus y Raven.
- 3 veces: Johnny Hot Body, Tazmaniac, Saturn, New Jack, Balls Mahoney, Sabu, Tommy Dreamer, Lance Storm y Mikey Whipwreck.

## Datos interesantes
- Reinado más largo: The Super Destroyers, 283 días.
- Reinado más corto: The Super Destroyers, The Dudley Boyz y Raven & Stevie Richards
- Campeón más viejo: Kevin Sullivan, 44 años.
- Campeón más joven: Chris Candido, 21 años.
- Campeón más pesado:
- Campeón más ligero: